# Zuzanna Ryczkówna
Zuzanna Ryczka (ur. 1934) – polska tenisistka. W trakcie kariery reprezentowała barwy Stali Gliwice. Wielokrotna medalistka mistrzostw Polski. W 1951 zdobyła mistrzostwo Polski juniorek. W 1952, 1953 i 1955 przegrała w finale mistrzostw Polski seniorek z Jadwigą Jedrzejowską. W 1956 została mistrzynią Polski seniorek, pokonując w finale Jadwigę Jędrzejowską. W latach 70. wyjechała do Niemiec i tam zamieszkała.